# Isopérimétrie

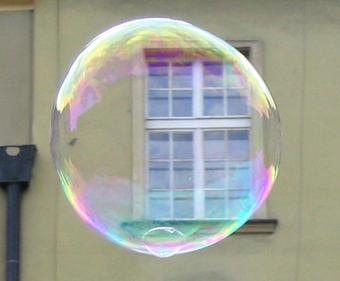
La forme d'une bulle de savon est une réponse à une question d'isopérimétrie : elle forme une sphère car c'est le solide qui minimise la surface pour englober un volume donné, ce qui correspond au même problème de forme que de maximiser le volume englobé pour une surface donnée.

En géométrie euclidienne, l'isopérimétrie est initialement l'étude des propriétés des formes géométriques du plan qui partagent le même périmètre, ce qui se généralise ensuite dans les autres espaces euclidiens.
En particulier, le problème le plus classique consiste à déterminer la forme géométrique plane qui maximise son aire avec un périmètre fixé. La réponse est intuitive, c'est le disque, mais malgré son apparence anodine ce problème fait appel à des théories sophistiquées pour obtenir une démonstration rigoureuse (particularité qu'il partage par exemple avec le théorème de Jordan qui indique qu'une boucle tracée sans croisement divise le plan en deux parties). Pour cette raison on simplifie parfois le problème isopérimétrique en limitant les surfaces autorisées, par exemple en se restreignant aux seuls quadrilatères ou triangles, ce qui donne alors respectivement le carré et le triangle équilatéral. De manière générale, le polygone à n côtés ayant la plus grande surface, à périmètre donné, est celui qui se rapproche le plus du cercle : c'est le polygone régulier.
L'isopérimétrie se généralise à des géométries différentes. Par exemple, dans le cas d'un demi-plan, la zone d'aire maximale pour un périmètre donné est le demi-disque. En dimension 3, il s'agit de trouver le solide de plus grand volume, enveloppé dans une surface de mesure fixée ; la bulle de savon, qui résout le problème inverse en « cherchant » à minimiser la surface par laquelle elle enveloppe un volume d'air donné, indique la solution : la sphère.
Ce concept donne naissance à une famille de théorèmes appelés théorèmes isopérimétriques, à des majorations dites inégalités isopérimétriques, ainsi qu'à un rapport, appelé quotient isopérimétrique. En dimension 2, l'inégalité isopérimétrique indique qu'une surface de périmètre p et d'aire a vérifie la majoration {\displaystyle {\frac {4\pi a}{p^{2}}}\leq 1} ; le terme de gauche est le quotient isopérimétrique, qui n'est égal à 1 que dans le cas du disque.
Si l'origine de cette question date d'au moins 2 900 ans, ce n'est qu'en 1895, à l'aide de méthodes dérivées du théorème de Minkowski que la question est définitivement résolue sous sa forme antique. Ces méthodes permettent de démontrer le théorème isopérimétrique et de le généraliser à des dimensions supérieures dans le cas d'une géométrie euclidienne.
Cet article traite uniquement des aspects élémentaires de cette question. Des éléments de réponse, faisant usage d'outils mathématiques plus sophistiqués, sont proposés dans l'article théorème isopérimétrique.

## Fragments d'histoire

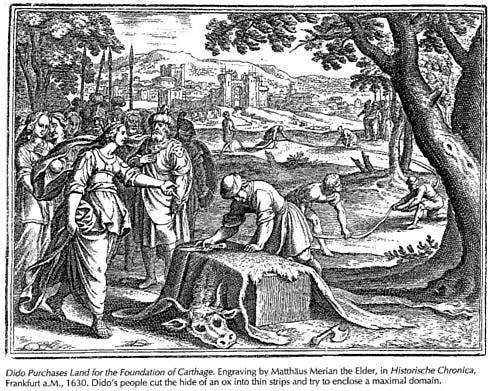
Didon applique le théorème isopérimétrique pour l'achat du terrain à l'origine de la fondation de Carthage.

La légende raconte que la ville de Carthage fut fondée en 814 av. J.-C. par la princesse phénicienne Elissa, surnommée Didon. Elle demanda au roi de Numidie Iarbas l'octroi d'un terrain pour s'y installer. Iarbas, réticent, lui accorda le droit de choisir un lopin de terre que pourrait contenir la peau d'un bœuf. Didon découpa en une fine lamelle la peau, qui devint une longue lanière de 4 km de long. Elle fit étendre cette lanière sur un demi-cercle dont les deux extrémités touchaient la côte, rectiligne à l'endroit où elle se trouvait. La reine avait intuitivement trouvé la solution au problème isopérimétrique dans un demi-plan euclidien. Ce problème est résolu lorsqu'est trouvée la surface la plus grande possible, pour un périmètre donné. Le demi-cercle est en effet la courbe que doit suivre la lanière pour délimiter la plus grande surface possible, dans ce cas particulier.
La méthode consistant à mesurer une surface à l'aide de son périmètre est fréquente durant l'Antiquité grecque. Homère indique que la ville de Troie fait 10 200 pas, indiquant par là qu'en faire le tour demande une marche de 10 200 pas. La solution du problème isopérimétrique dans le plan euclidien est connue par certains depuis le Ve siècle av. J.-C., au moins pour le cas du polygone à n côtés. Il porte le nom de théorème isopérimétrique. À l'époque des Grecs, tous ne semblent pas au courant de ce résultat et de ses conséquences. Proclos (412-495) mentionne le cas de tricherie de géomètres datant de cette époque. Des terrains étaient divisés en différents lopins de même périmètre mais de surfaces différentes. Les géomètres, responsables du partage, obtenaient les plus grosses parcelles. La supercherie fut découverte au moment des moissons, dont l'abondance est proportionnelle à la surface et non au périmètre.
Théon d'Alexandrie (335- 405) et Pappus IVe siècle attribuent à Zénodore IIe siècle av. J.-C. les premières démonstrations. Il prouve que parmi tous les polygones à n côtés et de même périmètre, seul celui régulier est candidat à être la réponse au problème isopérimétrique. Il découvre aussi que le disque d'un périmètre donné possède une surface supérieure à celle de n'importe quel polygone régulier. Il aurait aussi démontré que la sphère est le solide ayant un plus grand volume que tout polyèdre de même surface.
Les mathématiciens grecs n'ont pas les moyens d'aller au-delà. Leurs démonstrations restent partielles, même si leurs auteurs n'ont pas conscience de l'aspect incomplet des preuves. Ils ne disposent pas non plus des outils mathématiques qui auraient permis d'aller plus loin. Les mathématiciens arabes s'approprient le savoir des Grecs sur cette question. Abū Ja'far al-Khāzin écrit un traité résumant tout le savoir de son époque sur l'isopérimétrie. Ils développent les moyens d'aller plus loin. Nasir ad-Din at-Tusi, un mathématicien du XIIIe siècle, développe, dans son traité du quadrilatère, suffisamment la trigonométrie pour présenter des preuves complètes dans le cas des triangles ou des rectangles.
Il faut ensuite attendre les mathématiques européennes du XIXe siècle pour d'autres progrès. En 1836, Jakob Steiner obtient un premier résultat nouveau. Sous réserve d'admettre l'existence d'une solution en dimension 2, alors cette solution est nécessairement le disque. Pour une preuve complète en dimension 2, il faut attendre les travaux de Karl Weierstrass et Hermann Minkowski ; elle devient rigoureuse vers 1895. Cette partie de l'histoire est traitée dans l'article Théorème isopérimétrique.

## Définitions et premières propriétés

### Dimension 2
Soit Pn un polygone à n côtés, où n désigne un entier plus grand que 2, p son périmètre et an son aire. Dans ce cas particulier, le théorème isopérimétrique s'exprime sous la forme suivante :
Théorème isopérimétrique pour un polygone — 
L'aire de Pn est plus petite que celle d'un polygone régulier à n côtés et de périmètre p. Un disque de périmètre p possède une aire strictement plus grande que celle de Pn.
Ce théorème peut s'exprimer sous la forme d'une inégalité :
Inégalité isopérimétrique pour un polygone — 
On dispose de l'inégalité suivante :
Cette propriété est très générale ; elle reste vraie pour toute surface d'aire a, ayant un bord rectifiable de longueur p, c'est-à-dire que le bord est une courbe qui possède une longueur finie.
Théorème isopérimétrique dans un espace euclidien de dimension 2 — 
L'aire a est plus petite que celle du disque de même périmètre p, ce qui donne lieu à la majoration suivante, dite inégalité isopérimétrique. L'égalité a lieu uniquement si la surface est un disque.
Ce théorème donne lieu à une définition :
Quotient isopérimétrique — 
Le quotient q défini par l'égalité suivante, est appelé quotient isopérimétrique :
On peut interpréter ce quotient comme le carré du rapport entre le rayon du cercle ayant même aire sur le rayon du cercle ayant même périmètre. L'inégalité isopérimétrique est équivalente à dire que q est inférieur à 1, le cas d'égalité n'ayant lieu que si la surface est un disque.

### Dimension 3
En dimension 3, on ne peut approcher de plus en plus précisément la sphère par des polyèdres réguliers convexes. Il n'en existe que 5, appelés solides de Platon. Le résultat général reste néanmoins vrai :
Théorème isopérimétrique dans un espace euclidien de dimension 3 — 
Soit  un solide mesurable au sens de Lebesgue ayant un bord mesurable, son volume  est plus petit que celui de la boule dont la sphère a même aire.
Remarque: 
Ici le bord du solide est une surface comme la sphère est le bord de la boule.
L'inégalité isopérimétrique s'exprime à l'aide d'un quotient isopérimétrique q. Elle indique que ce coefficient est toujours inférieur à 1 et le cas d'égalité n'a lieu que pour la sphère. Le coefficient q s'exprime sous la forme suivante, si v désigne le volume du solide et s l'aire du bord de ce solide :
Cette formule est commentée à travers l'exemple de l'icosaèdre, à la suite de l'article.

## Résultats élémentaires

### Préambule

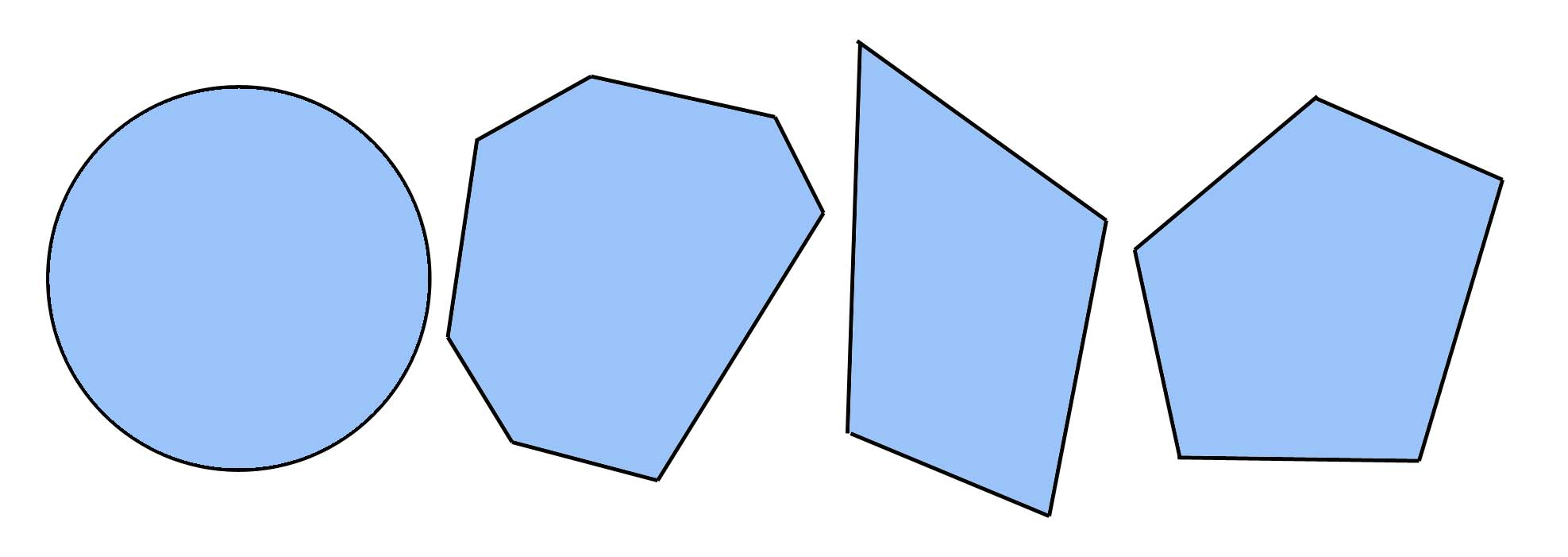
Il n'est pas nécessairement intuitif de déterminer à l'œil la figure qui possède la plus grande aire.

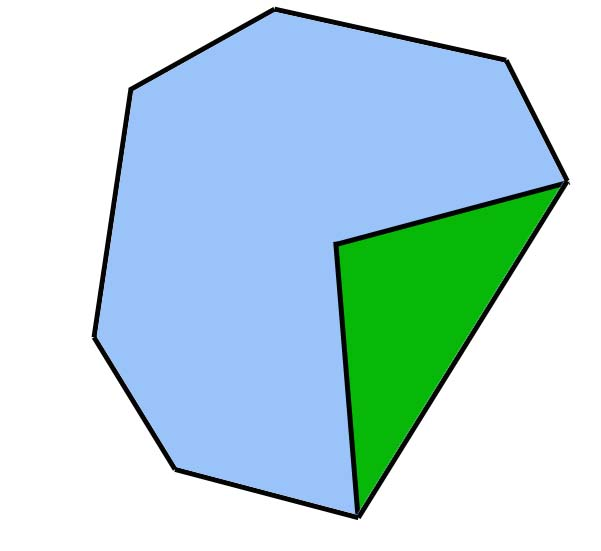
Un polygone non convexe ne peut pas être une réponse au problème isopérimétrique.

Le schéma de gauche représente quatre figures, dont trois polygonales et toutes de même périmètre. Il n'est pas toujours évident de repérer immédiatement celle de plus grande aire. L'histoire montre même que pour certains Grecs, l'idée que deux régions, délimitées par deux courbes de même longueur, puissent avoir des aires différentes était contre-intuitive.
Si, dans le cas général, la démonstration est suffisamment complexe pour avoir demandé près de 3 000 ans d'efforts, traiter uniquement le cas des polygones est plus simple. Des solutions élémentaires sont connues depuis l'Antiquité, même si elles restent partielles. Elles sont présentées ici dans un langage moderne.
La lettre n désigne un entier plus grand que 2 et p un nombre réel strictement positif. La question à résoudre est de trouver, s'il existe, le polygone à n côtés et de périmètre p, ayant la plus grande aire. On peut remarquer qu'il suffit de chercher uniquement dans les polygones convexes. Le terme convexe signifie ici qu'un élastique entourant le polygone est toujours en contact avec sa frontière. Considérons, en effet, un polygone non convexe P1, par exemple celui illustré sur la figure de droite, en bleu. Son enveloppe convexe, c'est-à-dire la figure ayant pour frontière celle donnée par un élastique entourant le polygone P1, est un nouveau polygone P2, cette fois convexe. Le polygone P2 correspond à celui contenant les zones bleue et verte sur la figure. Son aire est strictement plus grande et son périmètre strictement plus petit. Une dilatation d'un rapport bien choisi, nécessairement supérieur à 1, appliquée à P2 définit un nouveau polygone P3 de même périmètre que celui de P1. L'aire de P1 est strictement plus petite que celle de P2, elle-même strictement plus petite que celle de P3. Le polygone P3 est de même périmètre que P1 et d'aire strictement plus grande. On en déduit que P1 n'est pas un candidat pour répondre au problème isopérimétrique.

### Quadrilatère
Ce cas correspond à celui qui peut être résolu intégralement sans autre savoir que celui des mathématiciens grecs.
Cas du quadrilatère — L'unique quadrilatère de périmètre p et d'aire maximale pour ce périmètre est le carré de côté p/4.
L'aire d'un carré est égale à p2/16. Le dénominateur 16 est plus grand que 4π. On en déduit, si a4 est l'aire d'un quadrilatère de périmètre p :
La démonstration utilise un lemme, utile pour le problème isopérimétrique de n'importe quel polygone :
Lemme 1 — Parmi tous les triangles de base AB, de dernier sommet C et de périmètre p, celui tel que la distance AC est égale à CB est d'aire strictement plus grande que toutes les autres. Le triangle est alors nécessairement isocèle.

### Polygone quelconque
Le cas du polygone quelconque se traite un peu différemment. La proposition suivante peut être démontrée à l'aide de techniques comparables à celle du paragraphe précédent :
Cas du polygone quelconque — Un polygone de n côtés, de périmètre p et d'aire maximale pour ce périmètre est régulier.
Si an désigne l'aire du polygone régulier, on dispose des inégalités isopérimétriques :
Une partie significative de la démonstration consiste à établir le lemme suivant, attribué à Zénodore. Le calcul de la surface du polygone régulier est l'œuvre d'Archimède. Si les idées sont antiques, la rédaction proposée ici est moderne, elle diffère totalement des preuves qui nous ont été rapportées.
Lemme 2 — 
Si un polygone à n côtés est solution du problème isopérimétrique, les angles entre deux côtés partageant un même sommet sont égaux.

### Frontière non polygonale
Le cas de la frontière non polygonale n'est guère plus complexe, pour arriver à un résultat équivalent aux précédents :
Cas de la surface quelconque — Toute surface de périmètre p et d'aire maximale pour ce périmètre est un disque.
L'astuce est l'œuvre de Steiner, qui trouve un procédé de symétrisation, toujours utilisé et qui porte maintenant son nom.

## Topologie
À part pour le cas du quadrilatère, les théorèmes établis ne sont pas aussi puissants qu'ils y paraissent. On en prend conscience uniquement vers le milieu du XIXe siècle. Les théorèmes indiquent que si une surface est d'aire maximale elle dessine un polygone régulier ou un disque selon le cas étudié. En revanche, ils n'indiquent pas que le polygone régulier ou bien le disque réalise ce maximum. Cette partie de la démonstration, ce chainon manquant nécessite des outils plus sophistiqués que ceux découverts à l'époque de Steiner. Ils font appel à une branche des mathématiques appelée topologie.
Tous les raisonnements présentés dans cet article, à l'exception de ceux sur le quadrilatère, ont la même structure logique. On montre qu'aucune solution n'est acceptable à l'exception d'une. Ceci ne montre pas que celle qui reste est une solution. Le mathématicien O. Perron illustre la faute logique en faisant observer qu'accepter ce type de preuve reviendrait à permettre de démontrer que 1 est le plus grand des nombres entiers. Si l'entier a est différent de 1, le carré de a est strictement plus grand que a. Le nombre a ne peut donc pas être le plus grand des entiers. L'unique exception parmi les entiers strictement positifs est 1, qui serait alors le plus grand des entiers.
Il est ainsi établi que toute surface de périmètre p et d'aire maximale ne peut être qu'un disque, mais l'énoncé n'implique pas que le disque est de fait une surface maximale, ou encore que le polygone régulier à n côtés est d'aire maximale parmi les polygones à n côtés de même périmètre. Ces deux résultats sont néanmoins vrais, les preuves associées sont proposées dans l'article Théorème isopérimétrique. Dans le cas du triangle, on peut tout de même arriver au résultat en se limitant à l'usage d'une fonction continue de la variable réelle à valeurs réelles.

## Exemples

### Les remparts d'une ville

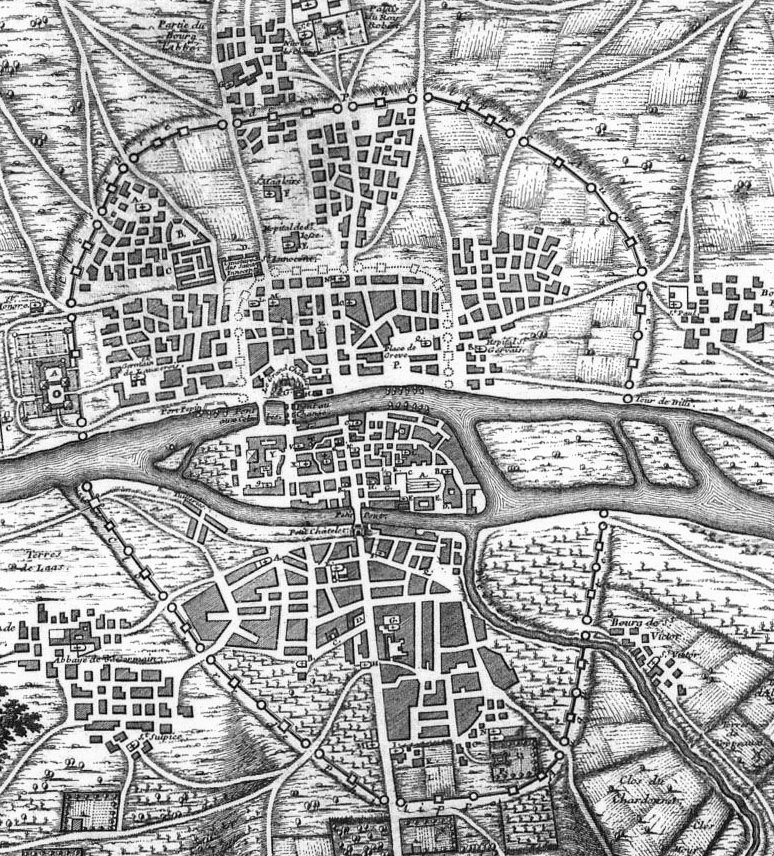
L'enceinte d'une ville du Moyen Âge se rapproche souvent d'un cercle. Celle de Paris, à l'époque de Philippe Auguste n'en est pas très éloignée.

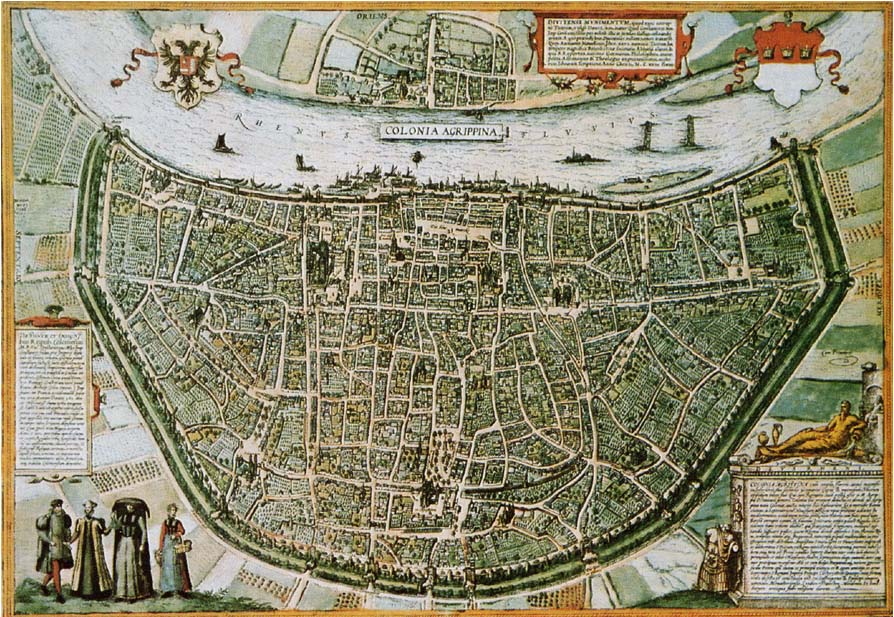
La ville de Cologne applique le principe isopérimétrique à la manière de Didon. La géométrie n'est pas celle d'un plan, mais un demi-plan.

Didon n'est pas la seule dirigeante à être confrontée à la question de la plus grande surface pour un périmètre donné. Les remparts d'une ville du Moyen Âge demandent à la fois un gros travail de construction et une soldatesque abondante pour protéger la ville en cas d'attaque. Ces deux raisons favorisent de maximiser la surface intérieure de la ville par rapport à son périmètre.
La géométrie utilisée n'est pas toujours celle du plan euclidien. Un demi-plan euclidien permet par exemple d'obtenir un meilleur rapport. La solution est le demi cercle, elle est deux fois plus efficace. À l'aide d'un rempart de longueur p, on couvre une surface de p2/2π. La ville de Cologne adopte cette approche pour protéger sa ville au Moyen Âge.
Au XVIIIe siècle d'autres contraintes favorisent une géométrie très différente. Celle de Lille par exemple, est fondée sur le principe de la tenaille, présentant des arêtes difficiles à canonner de face. Elle offre une meilleure résistance à une attaque par l'artillerie.

### L'œil du bouillon
L'œil dans un bouillon est constitué par une goutte d'huile en suspension dans l'eau. La surface de contact entre l'huile et l'eau est consommatrice d'énergie potentielle. L'équilibre, atteint pour le point d'énergie potentielle la plus basse est obtenu par la géométrie minimisant cette zone d'interface. Pour parler en termes imagés : « Les molécules les plus mal à l’aise se trouvent à l’interface (c’est-à-dire entre l’huile et le bouillon) donc plus l’interface est grande, plus le système est mal à l’aise ».
Pour cette raison, les gouttes adoptent une géométrie circulaire. Si deux yeux fusionnent, ils adoptent instantanément cette forme. Si un œil est coupé en deux, par exemple à l'aide d'un couteau, les deux yeux obtenus reprennent aussi une forme circulaire.
Cette même cause impose une forme sphérique aux bulles de savon de taille pas trop grande. L'énergie potentielle est maximale si la surface de la bulle est minimale. La bulle a tendance à enfermer le volume d'air dans un espace sphérique, car il minimise au mieux la surface, pour un volume donné (celui de l'air emprisonné).

### L'icosaèdre

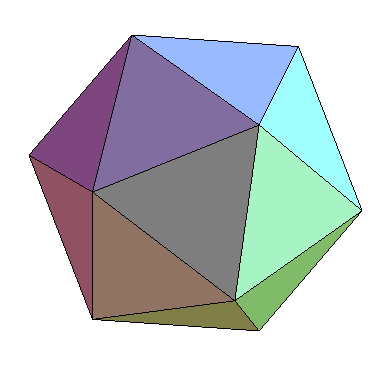
L'icosaèdre est le solide de Platon ayant le quotient isopérimétrique le plus élevé.

Le théorème d'isopérimétrie indique que, pour tout solide mesurable, de surface mesurable, le volume est plus petit que celui d'une sphère de même surface. Ainsi un solide de surface S possède toujours un volume V inférieur à Vs, celui d'une sphère de même surface :
La sphère de rayon r possède une surface de 4πr2. Le rayon r de la sphère en question est égal à √S/(2√π). Le volume Vs est égal à 4πr3/3. On en déduit une nouvelle majoration :
La formule s'exprime plus simplement si elle est mise au carré. On obtient :
Ce qui donne une forme d'inégalité isopérimétrique et la formule du quotient isopérimétrique, noté ici q. Dans le cas d'un icosaèdre, et si a désigne l'arête du solide, on dispose des formules suivantes :
Ici, φ désigne le nombre d'or égal à 1 + √5/2. On trouve :
Ce quotient isopérimétrique est la valeur la plus élevée possible pour un solide de Platon.